# Katarinia
Katarinia is een kevergeslacht uit de familie van de boktorren (Cerambycidae). De wetenschappelijke naam van het geslacht werd voor het eerst geldig gepubliceerd in 1991 door Holzschuh.

## Soorten
Katarinia omvat de volgende soorten:
- Katarinia cephalota Holzschuh, 1991
- Katarinia consanguinea Holzschuh, 2006
- Katarinia teledapoides Holzschuh, 1998